# Middelharnis
Middelharnis este o comună și o localitate în provincia Olanda de Sud, Țările de Jos.

## Localități componente
Battenoord, Middelharnis, Nieuwe-Tonge, Sommelsdijk, Stad aan 't Haringvliet.